# Ozodes flavitarsis
Ozodes flavitarsis là một loài bọ cánh cứng trong họ Cerambycidae.